# Ядерное эффективное сечение
Ядерное эффективное сечение, эффективное сечение ядра, ядерное сечение реакции, микроскопическое сечение реакции — величина, характеризующая вероятность взаимодействия элементарной частицы с атомным ядром или другой частицей. Единица измерения эффективного сечения — барн (1 барн = 10−28 м2 = 10−24 см2 = 100 фм2). С помощью известных эффективных сечений вычисляют скорости ядерных реакций или количество прореагировавших частиц.
Эта величина с одной стороны имеет тот же физический смысл, что и в классической механике, то есть эффективное сечение — это площадь поперечного сечения такой области пространства около частицы-мишени, при пересечении которой бомбардирующей частицей-точкой со 100 % вероятностью возникает взаимодействие, но при этом имеются существенные различия:
- ни в пределах объёма ядра, ни вблизи элементарной частицы нет такой области, при пересечении которой другой частицей обязательно произойдёт взаимодействие. Эффективное сечение просто даёт то число взаимодействий, которое в зависимости от его величины должно произойти. При этом в некоторых случаях даже при пересечении бомбардирующей частицей области эффективного сечения взаимодействия не происходит, тогда как в других случаях взаимодействие происходит, несмотря на пролёт частицы за пределами области эффективного сечения.
- эффективные сечения определяются не столько геометрическими размерами сложных микрочастиц или радиусами действия сил, сколько волновыми свойствами частиц. При возникновении связанных состояний область пространства, занятая взаимодействующей частицей, имеет радиус порядка дебройлевской длины волны {\displaystyle \lambda }, а следовательно, сечение порядка {\displaystyle \pi \lambda ^{2}}. Поскольку {\displaystyle \lambda } обратно пропорциональна скорости, сечение возрастает при убывании энергии. Однако связанные состояния образуются при строгих энергетических соотношениях, и отвечающие им сечения наблюдаются только при избранных значениях энергии, что приводит к очень сложной картине поведения сечений в функции энергии.

Таким образом, эффективное сечение — это усреднённая по многим случаям взаимодействия величина, которая определяет прежде всего эффективность взаимодействия сталкивающихся частиц и только при определённых условиях даёт представление об их размерах или радиусах действия. В нейтронной физике эта величина также называется нейтронным эффективным сечением.
Большинство сечений ядерных реакций имеют значения от 10−27 до 10−23 см², то есть порядка геометрических сечений ядер, однако есть реакции, сечения которых много больше геометрических сечений ядра (порядка 10−18 см²) и реакции, к примеру под действием медленных заряженных частиц, имеющие сечения много меньше геометрических сечений.

## Формула в простейшем случае
Сечение {\displaystyle \sigma _{ab}} реакции между двумя элементарными частицами {\displaystyle a} и {\displaystyle A} с образованием двух новых элементарных частиц {\displaystyle b} и {\displaystyle B} типа {\displaystyle a+A\rightarrow B+b} может быть вычислено по формуле {\displaystyle \sigma _{ab}=\int |T_{ab}|^{2}{\frac {p_{b}}{p_{a}}}(2j_{b}+1)(2j_{B}+1)d\Omega _{b}}, где {\displaystyle v_{a},v_{b}} - скорости частиц {\displaystyle a} и {\displaystyle b}, {\displaystyle p_{b}} - импульс частицы {\displaystyle b}, {\displaystyle j_{b},j_{B}} - спины частиц {\displaystyle b} и {\displaystyle B}, {\displaystyle |T_{ab}|} - матричный элемент перехода (амплитуда вероятности процесса), интегрирование производится по телесному углу частицы {\displaystyle b} .

## Плоская мишень

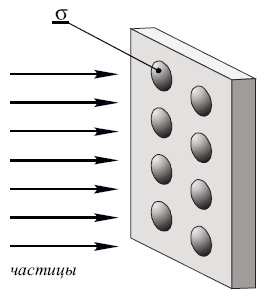
Плоская мишень, чёрными кружками условно обозначено сечение ядра.

Рассмотрим тонкую мишень (ядра мишени не перекрывают друг друга), на которую падает перпендикулярно поверхности монохроматический пучок нейтронов. Пусть плотность нейтронов в пучке {\displaystyle n}, с размерностью нейтр/см³, а их скорость {\displaystyle v}, см/с. В этом случае величина {\displaystyle \Phi =nv} будет называться плотностью потока нейтронов. Если рассматривать нейтроны с длиной волны много меньше радиуса ядра, «столкновение» нейтрона с ядром произойдёт только тогда, когда он попадёт в плоскость сечения ядра (черные кружки на поясняющем рисунке), обозначим площадь его поперечного сечения {\displaystyle \sigma }. В таком случае c ядром будут сталкиваться нейтроны, которые заключены в объеме {\displaystyle v\sigma }, число таких нейтронов будет равно {\displaystyle nv\sigma }, а полное число взаимодействий в единицу времени в единице объема мишени, содержащей в 1 см³ {\displaystyle N} ядер, будет равно:
{\displaystyle R=\sigma nvN=\sigma \Phi N},
а коэффициент {\displaystyle \sigma }, характеризующий вероятность взаимодействия с ядром и называющийся ядерным эффективным сечением, соответственно будет равен:
{\displaystyle \sigma ={\frac {R}{nvN}}={\frac {R}{\Phi N}}}
Такая простая геометрическая трактовка удовлетворительно согласуется с экспериментом только при больших энергиях нейтронов, когда сечения взаимодействия нейтронов с ядрами имеют значения, примерно равные геометрическому сечению ядра.
Если облучать мишень, содержащую {\displaystyle N_{j}} ядер j-го сорта в единице объёма, пучком нейтронов с плотностью {\displaystyle n} и скоростью {\displaystyle v}, где {\displaystyle N_{j}} — ядерная плотность, тогда {\displaystyle R_{i}} — число реакций i-го типа, происходящих в единице объёма мишени в единицу времени, равное:
{\displaystyle R_{i}=\sigma _{ij}nvN_{j}}, таким образом ядерное сечение реакции равно:
{\displaystyle \sigma _{ij}={\frac {R_{i}}{nvN_{j}}}}

## Виды сечений

Сечения рассеяния (сплошные линии) и захвата (точечные) нейтрона для разных элементов

В зависимости от вида взаимодействия рассматриваются различные сечения с соответствующими обозначениями.
Сечения процессов, не приводящих к изменению структуры ядра, объединяют в сечение рассеяния {\displaystyle \sigma _{s}}, включающее:
- {\displaystyle \sigma _{p}} — сечение потенциального рассеяния;
- {\displaystyle \sigma _{r}} — сечение резонансного рассеяния;
- {\displaystyle \sigma _{in}} — сечение неупругого рассеяния.

{\displaystyle \sigma _{s}=\sigma _{p}+\sigma _{r}+\sigma _{in}}
Для процессов, связанных только с упругим рассеянием, вводят сечение упругого рассеяния:
{\displaystyle \sigma _{el}=\sigma _{p}+\sigma _{r}}
Сечение образования составного ядра обозначают {\displaystyle \sigma _{comp}}.
Сечения различных каналов распада составного ядра, не связанные с появлением нейтронов, объединяют в сечение поглощения {\displaystyle \sigma _{a}}. Сечения для наиболее характерных каналов распада составного ядра:
- {\displaystyle \sigma _{c}} — сечение радиационного захвата {\displaystyle (n,\gamma )}
- {\displaystyle \sigma _{f}} — сечение деления {\displaystyle (n,f)}
- {\displaystyle \sigma _{2n}} — сечение реакции {\displaystyle (n,2n)}
- {\displaystyle \sigma _{\alpha }} — сечение реакции {\displaystyle (n,\alpha )}

Для рассмотрения всех процессов взаимодействия нейтрона с ядром используют полное сечение {\displaystyle \sigma _{tot}}, которое можно представить в виде:
{\displaystyle \sigma _{tot}=\sigma _{p}+\sigma _{comp}}
Для подавляющего большинства ядер в интервале энергий 10−3−107 эВ:
{\displaystyle \sigma _{tot}=\sigma _{s}+\sigma _{a}}

## Резонансный характер сечений

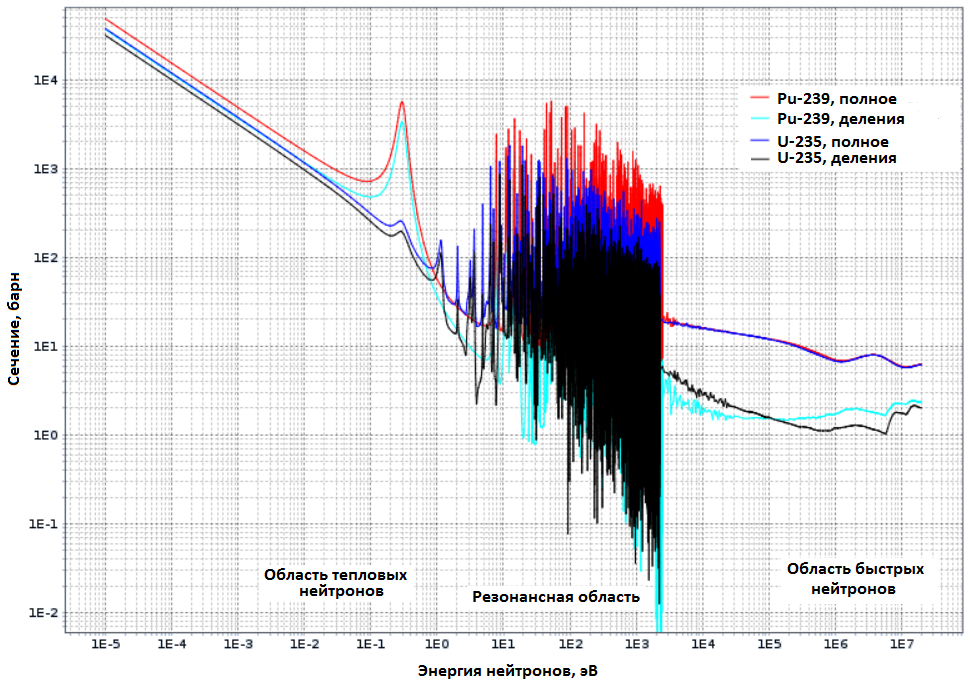
Cечение деления и полное сечение взаимодействия с нейтроном для ^{235}U и ^{239}Pu в зависимости от энергии нейтронов, называемая также функцией возбуждения

Так как при взаимодействии частиц с ядрами проявляются волновые свойства частиц, эффективные сечения могут иметь резонансный характер в зависимости от энергии. На поясняющем рисунке в качестве примера представлена зависимость сечения деления 235U и 239Pu от энергии нейтронов. Изменение этого сечения имеет резонансный пикообразный характер в некоторой области энергий нейтрона.
С увеличением энергии высоты пиков, соответствующих возбуждённым состояниям, уменьшаются, а энергетические уровни расширяются. При большой энергии расстояние между уровнями ядер становится меньше разрешения измерительных приборов и уровни не разделяются. Вследствие этого сечение, измеренное экспериментально, начинает убывать, почти монотонно приближаясь к геометрическому сечению ядра.

## Выход реакции
Непосредственно с сечением связан выход реакции {\displaystyle Y}. Он равен доле частиц, вступающих в реакцию с ядрами мишени. Для тонкой мишени его можно найти, разделив количество реакций {\displaystyle R} на нейтронный поток {\displaystyle \Phi }:
{\displaystyle Y_{i}=\sigma _{i}N_{j}}
Так как выход реакции пропорционален эффективному сечению, эта величина также имеет резонансный характер.

## Макроскопическое сечение
Макроскопическое сечение {\displaystyle \Sigma _{ij}} i-го процесса для j-го нуклида в среде можно определить как произведение i-го микроскопического сечения ядра этого нуклида {\displaystyle \sigma _{ij}} и ядерной плотности j-го нуклида {\displaystyle N_{j}}:
{\displaystyle \Sigma _{ij}=N_{j}\sigma _{ij}}
То есть макроскопическое сечение представляет собой как бы сечение всех ядер в единице объёма вещества. Правда такая трактовка довольно условна, так как из выражения видно, что оно не является собственно сечением и измеряется в 1/м. При описании прохождения потоков фотонов через вещество эту величину также называют линейным коэффициентом ослабления.
Используя представленное выше выражение эффективного сечения ядра для плоской мишени, можно дать другое определение макроскопического сечения:
{\displaystyle \Sigma _{ij}} — это число взаимодействий i-го типа в единицу времени в единице объёма j-го нуклида при единичном {\displaystyle nv} (то есть {\displaystyle \Phi }).
То есть если макроскопическое сечение представляет собой произведение концентрации ядер на какое-то парциальное микроскопическое сечение, например сечение рассеяния или захвата, то оно тоже будет парциальным и выражать скорость конкретных процессов в единице вещества, например число случаев рассеяния или поглощения нейтронов.
Ядерную плотность определяют по формуле:
{\displaystyle N_{j}=N_{A}{\frac {\rho _{j}}{M_{j}}}}, где:
{\displaystyle N_{A}} — число Авогадро,
{\displaystyle M_{j}} — атомная масса,
{\displaystyle \rho _{j}} — плотность вещества
Если вещество представляет собой гомогенную смесь различных ядер, то макроскопическое сечение смеси определяют как сумму макроскопических сечений веществ в смеси. При гетерогенном расположении материалов необходимо учитывать объёмную долю, занятую данным веществом {\displaystyle \omega _{j}}. Тогда ядерные плотности каждого вещества {\displaystyle N_{0j}} домножают на эту величину:
{\displaystyle N_{j}=N_{0j}\omega _{j}} (сумма {\displaystyle \omega _{j}} равна 1)
В случае гетерогенного расположения материалов сечение не всегда определяют как сумму сечений, так как различные материалы могут находиться в разных условиях.

## Справочные данные
Для реакций взаимодействия нейтрона с нуклидами созданы базы экспериментальных значений. Список баз.
Существует удобный инструмент просмотра значений из некоторых баз.